# Heilig Kreuz (Bietigheim)

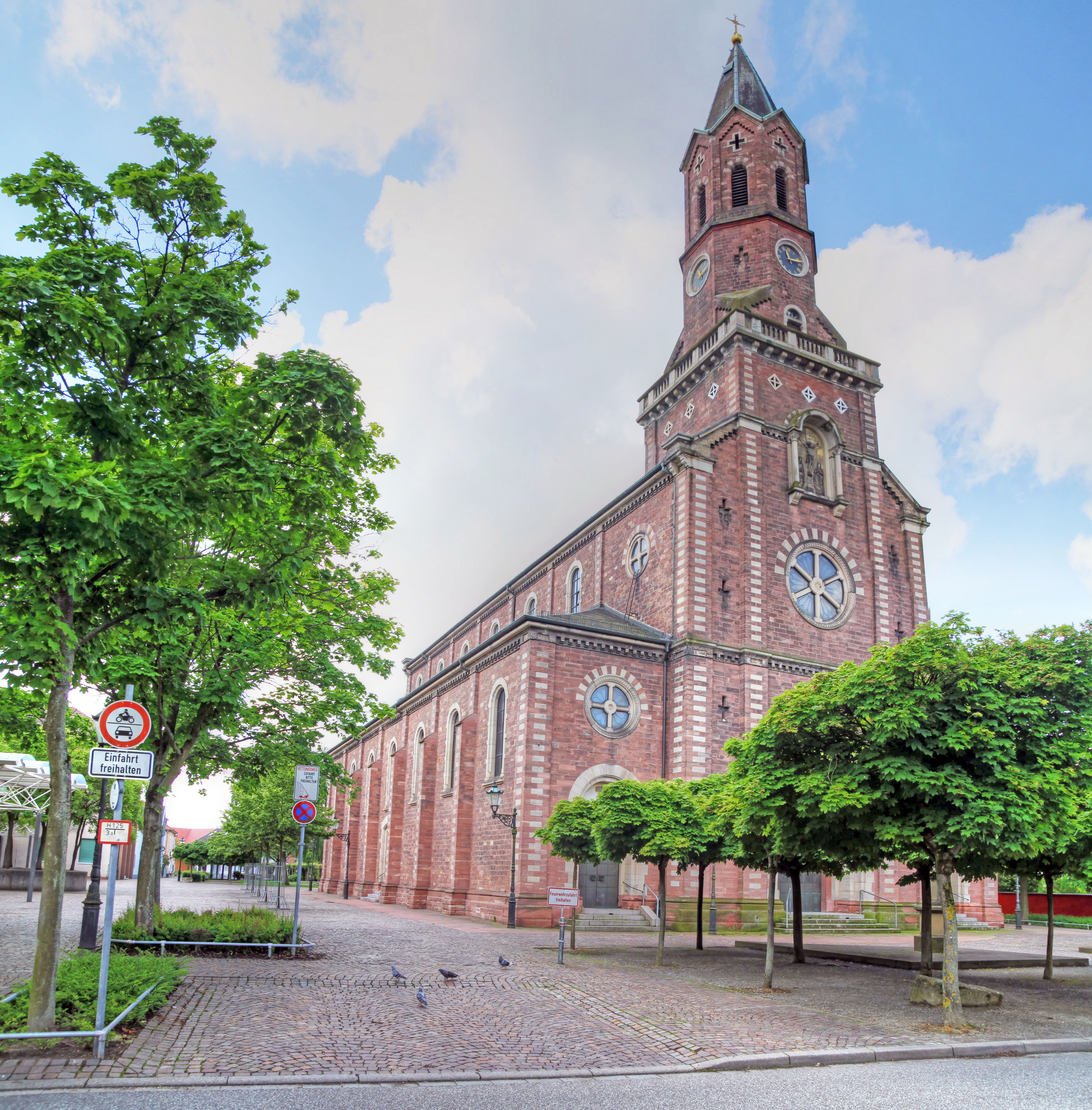
Heilig Kreuz in Bietigheim

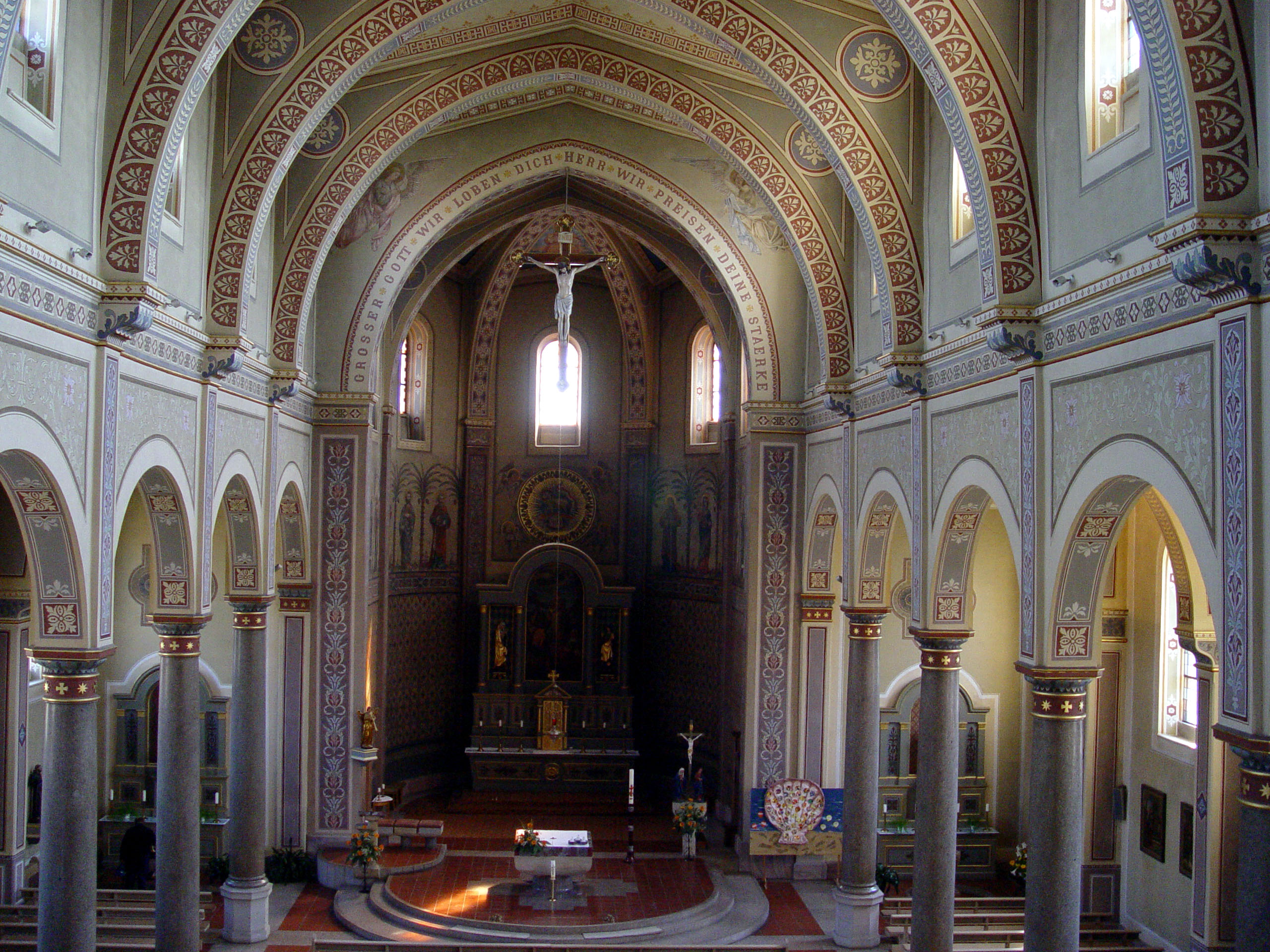
Innenansicht

Die römisch-katholische Pfarrkirche Heilig Kreuz steht in Bietigheim, einer Gemeinde im Landkreis Rastatt in Baden-Württemberg. Das Bauwerk ist beim Landesamt für Denkmalpflege Baden-Württemberg als Baudenkmal eingetragen. Die Kirchengemeinde gehört zum Dekanat Rastatt des Erzbistums Freiburg.

## Beschreibung
Die neuromanische Basilika wurde 1861–63 nach einem Entwurf von Heinrich Hübsch gebaut. Ihr Langhaus besteht aus einem Mittelschiff und zwei Seitenschiffen. Die Seitenschiffe werden von Strebepfeilern gestützt. Im Süden des Mittelschiffs befindet sich ein gleichbreiter, halbrund geschlossener Chor. Der in das Mittelschiff im Norden eingestellte Fassadenturm hat zwei achteckige Geschosse, das untere beherbergt die Turmuhr, das obere den Glockenstuhl.
Die dritte Orgel wurde 1958 aufgebaut.